# Lankasca menoni
Lankasca menoni är en insektsart som beskrevs av Irena Dworakowska 1980. Lankasca menoni ingår i släktet Lankasca och familjen dvärgstritar. Inga underarter finns listade i Catalogue of Life.